# China na Copa do Mundo FIFA
A Seleção Chinesa de Futebol representou a República Popular da China (também referida como China) na Copa do Mundo FIFA em apenas uma ocasião, em 2002, quando o torneio foi realizado pela Coreia do Sul e pelo Japão, sendo eliminada na fase de grupos sem marcar nenhum gol.

## Desempenho na Copa do Mundo
| Desempenho na Copa do Mundo | Desempenho na Copa do Mundo      | Desempenho na Copa do Mundo      | Desempenho na Copa do Mundo      | Desempenho na Copa do Mundo      | Desempenho na Copa do Mundo      | Desempenho na Copa do Mundo      | Desempenho na Copa do Mundo      | Desempenho na Copa do Mundo      |
| Ano                         | Fase                             | Posição                          | J                                | V                                | E                                | D                                | GP                               | GC                               |
| --------------------------- | -------------------------------- | -------------------------------- | -------------------------------- | -------------------------------- | -------------------------------- | -------------------------------- | -------------------------------- | -------------------------------- |
| 1930                        | Competia como República da China | Competia como República da China | Competia como República da China | Competia como República da China | Competia como República da China | Competia como República da China | Competia como República da China | Competia como República da China |
| 1934                        | Competia como República da China | Competia como República da China | Competia como República da China | Competia como República da China | Competia como República da China | Competia como República da China | Competia como República da China | Competia como República da China |
| 1938                        | Competia como República da China | Competia como República da China | Competia como República da China | Competia como República da China | Competia como República da China | Competia como República da China | Competia como República da China | Competia como República da China |
| 1950                        | Não entrou                       | Não entrou                       | Não entrou                       | Não entrou                       | Não entrou                       | Não entrou                       | Não entrou                       | Não entrou                       |
| 1954                        | Não entrou                       | Não entrou                       | Não entrou                       | Não entrou                       | Não entrou                       | Não entrou                       | Não entrou                       | Não entrou                       |
| 1958                        | Não se classificou               | Não se classificou               | Não se classificou               | Não se classificou               | Não se classificou               | Não se classificou               | Não se classificou               | Não se classificou               |
| 1962                        | Não entrou                       | Não entrou                       | Não entrou                       | Não entrou                       | Não entrou                       | Não entrou                       | Não entrou                       | Não entrou                       |
| 1966                        | Não entrou                       | Não entrou                       | Não entrou                       | Não entrou                       | Não entrou                       | Não entrou                       | Não entrou                       | Não entrou                       |
| 1970                        | Não entrou                       | Não entrou                       | Não entrou                       | Não entrou                       | Não entrou                       | Não entrou                       | Não entrou                       | Não entrou                       |
| 1974                        | Não entrou                       | Não entrou                       | Não entrou                       | Não entrou                       | Não entrou                       | Não entrou                       | Não entrou                       | Não entrou                       |
| 1978                        | Não entrou                       | Não entrou                       | Não entrou                       | Não entrou                       | Não entrou                       | Não entrou                       | Não entrou                       | Não entrou                       |
| 1982                        | Não se classificou               | Não se classificou               | Não se classificou               | Não se classificou               | Não se classificou               | Não se classificou               | Não se classificou               | Não se classificou               |
| 1986                        | Não se classificou               | Não se classificou               | Não se classificou               | Não se classificou               | Não se classificou               | Não se classificou               | Não se classificou               | Não se classificou               |
| 1990                        | Não se classificou               | Não se classificou               | Não se classificou               | Não se classificou               | Não se classificou               | Não se classificou               | Não se classificou               | Não se classificou               |
| 1994                        | Não se classificou               | Não se classificou               | Não se classificou               | Não se classificou               | Não se classificou               | Não se classificou               | Não se classificou               | Não se classificou               |
| 1998                        | Não se classificou               | Não se classificou               | Não se classificou               | Não se classificou               | Não se classificou               | Não se classificou               | Não se classificou               | Não se classificou               |
| 2002                        | Fase de grupos                   | 31º                              | 3                                | 0                                | 0                                | 3                                | 0                                | 9                                |
| 2006                        | Não se classificou               | Não se classificou               | Não se classificou               | Não se classificou               | Não se classificou               | Não se classificou               | Não se classificou               | Não se classificou               |
| 2010                        | Não se classificou               | Não se classificou               | Não se classificou               | Não se classificou               | Não se classificou               | Não se classificou               | Não se classificou               | Não se classificou               |
| 2014                        | Não se classificou               | Não se classificou               | Não se classificou               | Não se classificou               | Não se classificou               | Não se classificou               | Não se classificou               | Não se classificou               |
| 2018                        | Não se classificou               | Não se classificou               | Não se classificou               | Não se classificou               | Não se classificou               | Não se classificou               | Não se classificou               | Não se classificou               |
| 2022                        | Não se classificou               | Não se classificou               | Não se classificou               | Não se classificou               | Não se classificou               | Não se classificou               | Não se classificou               | Não se classificou               |
| Total                       | Fase de grupos                   | 1/20                             | 3                                | 0                                | 0                                | 3                                | 0                                | 9                                |

## Desempenho por oponente
| Jogos na Copa do Mundo (por time) | Jogos na Copa do Mundo (por time) | Jogos na Copa do Mundo (por time) | Jogos na Copa do Mundo (por time) | Jogos na Copa do Mundo (por time) | Jogos na Copa do Mundo (por time) | Jogos na Copa do Mundo (por time) |
| Oponente                          | Vitórias                          | Empates                           | Derrotas                          | Total                             | Gols Pró                          | Gols Contra                       |
| --------------------------------- | --------------------------------- | --------------------------------- | --------------------------------- | --------------------------------- | --------------------------------- | --------------------------------- |
| Brasil                            | 0                                 | 0                                 | 1                                 | 1                                 | 0                                 | 4                                 |
| Costa Rica                        | 0                                 | 0                                 | 1                                 | 1                                 | 0                                 | 2                                 |
| Turquia                           | 0                                 | 0                                 | 1                                 | 1                                 | 0                                 | 3                                 |

## Copa do Mundo de 2002[1]

### Grupo C
| Time       | Pts | J | V | E | D | GF | GC | SG |
| ---------- | --- | - | - | - | - | -- | -- | -- |
| Brasil     | 9   | 3 | 3 | 0 | 0 | 11 | 3  | 8  |
| Turquia    | 4   | 3 | 1 | 1 | 1 | 5  | 3  | 2  |
| Costa Rica | 4   | 3 | 1 | 1 | 1 | 5  | 6  | -1 |
| China      | 0   | 3 | 0 | 0 | 3 | 0  | 9  | -9 |

| 4 de junho de 2002 | China | 0 – 2     | Costa Rica             | Gwangju World Cup Stadium, Gwangju          |
| 15:30              |       | Relatório | Gómez 61' · Wright 65' | Público: 27 217 Árbitro: GRE Kyros Vassaras |

| China | Costa Rica |

| GO               | 22 | Jiang Jin    |     |     |
| LD               | 21 | Xu Yunlong   | 72' |     |
| ZA               | 5  | Fan Zhiyi    |     | 74' |
| ZA               | 14 | Li Weifeng   |     |     |
| LE               | 4  | Wu Chengying |     |     |
| V                | 8  | Li Tie       | 60' |     |
| M                | 7  | Sun Jihai    |     | 26' |
| M                | 9  | Ma Mingyu    |     |     |
| M                | 18 | Li Xiaopeng  | 77' |     |
| AT               | 10 | Hao Haidong  |     |     |
| AT               | 20 | Yang Chen    |     | 66' |
| Substituições:   |    |              |     |     |
| AT               | 16 | Qu Bo        |     | 26' |
| AT               | 12 | Su Maozhen   |     | 66' |
| M                | 11 | Yu Genwei    |     | 74' |
| Técnico:         |    |              |     |     |
| Bora Milutinović |    |              |     |     |

| GO                  | 1  | Erick Lonnis      |     |     |
| ZA                  | 3  | Luis Marín        | 15' |     |
| ZA                  | 4  | Mauricio Wright   |     |     |
| ZA                  | 5  | Gilberto Martínez |     |     |
| M                   | 15 | Harold Wallace    |     | 70' |
| M                   | 8  | Mauricio Solís    | 17' |     |
| M                   | 10 | Walter Centeno    | 85' |     |
| M                   | 11 | Rónald Gómez      | 79' |     |
| M                   | 22 | Carlos Castro     |     |     |
| AT                  | 7  | Rolando Fonseca   |     | 57' |
| AT                  | 9  | Paulo Wanchope    |     | 80' |
| Substituições:      |    |                   |     |     |
| AT                  | 17 | Hernán Medford    |     | 57' |
| AT                  | 16 | Steven Bryce      |     | 70' |
| M                   | 6  | Wilmer López      |     | 80' |
| Técnico:            |    |                   |     |     |
| Alexandre Guimarães |    |                   |     |     |

| Homem do jogo: Rónald Gómez (Costa Rica) Assistentes: Carlos Mato (Portugal) Jaap Pool (Países Baixos) Quarto árbitro: Anders Frisk (Suécia) |

| 8 de junho de 2002 | Brasil                                                                 | 4 – 0     | China | Jeju World Cup Stadium, Jeju              |
| 20:30              | Roberto Carlos 15' · Rivaldo 32' · Ronaldinho 45' (pen.) · Ronaldo 55' | Relatório |       | Público: 36 750 Árbitro: SWE Anders Frisk |

| Brazil | China PR |

| GO                  | 1  | Marcos           |     |     |
| ZA                  | 3  | Lúcio            |     |     |
| ZA                  | 14 | Anderson Polga   |     |     |
| ZA                  | 4  | Roque Júnior     | 69' |     |
| MD                  | 2  | Cafu             |     |     |
| ME                  | 6  | Roberto Carlos   |     |     |
| M                   | 19 | Juninho Paulista |     | 70' |
| M                   | 8  | Gilberto Silva   |     |     |
| AT                  | 10 | Rivaldo          |     |     |
| AT                  | 9  | Ronaldo          |     | 72' |
| AT                  | 11 | Ronaldinho       | 25' | 46' |
| Substitutions:      |    |                  |     |     |
| AT                  | 17 | Denílson         |     | 46' |
| M                   | 7  | Ricardinho       |     | 70' |
| AT                  | 20 | Edílson          |     | 72' |
| Manager:            |    |                  |     |     |
| Luiz Felipe Scolari |    |                  |     |     |

| GO               | 22 | Jiang Jin    |  |     |
| LD               | 21 | Xu Yunlong   |  |     |
| ZA               | 17 | Du Wei       |  |     |
| ZA               | 14 | Li Weifeng   |  |     |
| LE               | 4  | Wu Chengying |  |     |
| M                | 8  | Li Tie       |  |     |
| M                | 15 | Zhao Junzhe  |  |     |
| M                | 18 | Li Xiaopeng  |  |     |
| M                | 9  | Ma Mingyu    |  | 62' |
| M                | 19 | Qi Hong      |  | 66' |
| AT               | 10 | Hao Haidong  |  | 75' |
| Substituições:   |    |              |  |     |
| M                | 3  | Yang Pu      |  | 62' |
| M                | 6  | Shao Jiayi   |  | 66' |
| AT               | 16 | Qu Bo        |  | 75' |
| Manager:         |    |              |  |     |
| Bora Milutinović |    |              |  |     |

| Homem do jogo: Roberto Carlos (Brazil) Assistentes: Leif Lindberg (Suécia) Bomer Fierro (Equador) Quarto árbitro: Ali Bujsaim (Emirados Árabes Unidos) |

| 13 de junho de 2002 | Turquia                          | 3 – 0     | China | Estádio Sang-am de Seul, Seul           |
| 15:30               | Şaş 6' · Korkmaz 9' · Davala 85' | Relatório |       | Público: 43 605 Árbitro: COL Óscar Ruiz |

| Turquia | China |

| GO             | 1  | Rüştü Reçber     |     | 35' |
| ZA             | 4  | Fatih Akyel      |     |     |
| ZA             | 2  | Emre Aşık        | 19' |     |
| ZA             | 3  | Bülent Korkmaz   |     |     |
| M              | 22 | Ümit Davala      |     |     |
| M              | 8  | Tugay Kerimoğlu  |     | 84' |
| M              | 20 | Hakan Ünsal      |     |     |
| M              | 10 | Yıldıray Baştürk |     | 70' |
| M              | 11 | Hasan Şaş        | 81' |     |
| M              | 21 | Emre Belözoğlu   | 30' |     |
| AT             | 9  | Hakan Şükür      |     |     |
| Substituições: |    |                  |     |     |
| GO             | 12 | Ömer Çatkıç      |     | 35' |
| AT             | 17 | İlhan Mansız     |     | 70' |
| M              | 14 | Tayfur Havutçu   |     | 84' |
| Técnico:       |    |                  |     |     |
| Şenol Güneş    |    |                  |     |     |

| GO               | 22 | Jiang Jin    |       |     |
| LD               | 21 | Xu Yunlong   |       |     |
| ZA               | 17 | Du Wei       |       |     |
| ZA               | 14 | Li Weifeng   | 62'   |     |
| LE               | 4  | Wu Chengying |       | 46' |
| M                | 18 | Li Xiaopeng  |       |     |
| M                | 8  | Li Tie       |       |     |
| M                | 15 | Zhao Junzhe  |       |     |
| M                | 3  | Yang Pu      | 45+1' |     |
| AT               | 10 | Hao Haidong  |       | 73' |
| AT               | 20 | Yang Chen    |       | 73' |
| Substituições:   |    |              |       |     |
| M                | 6  | Shao Jiayi   | 58'   | 46' |
| M                | 11 | Yu Genwei    |       | 73' |
| AT               | 16 | Qu Bo        |       | 73' |
| Técnico:         |    |              |       |     |
| Bora Milutinović |    |              |       |     |

| Homem do jogo: Hasan Şaş (Turquia) Assistentes: Ali Tomusange (Uganda) Curtis Charles (Antígua e Barbuda) Quarto árbitro: Byron Moreno (Equador) |